# Pachycnema luteoguttata
Pachycnema luteoguttata är en skalbaggsart som beskrevs av Schein 1959. Pachycnema luteoguttata ingår i släktet Pachycnema och familjen Melolonthidae. Inga underarter finns listade i Catalogue of Life.